# Gerhard Cooreman
Gérard (Gerhard) François Marie Cooreman (* 25. März 1852 in Gent; † 2. Dezember 1926 in Brüssel) war ein belgischer katholischer Politiker und Premierminister.

## Studium und berufliche Tätigkeiten
Nach dem Studium der Rechtswissenschaften und der Promotion zum Doctor iuris 1875 an der Universität von Gent war er als Rechtsanwalt in Gent tätig. Darüber hinaus war er in der Finanzwelt und dem katholischen Sozialdienst in Gent tätig.
Nachdem er 1914 aus dem Parlament ausgeschieden war, wurde er Direktor einer der größten Investmentgesellschaften Belgiens, der 1822 gegründeten Société générale de Belgique. Als solcher war er 1914 bis 1918 Vorsitzender des Komitees zur Kriegsgefangenenhilfe.

## Politische Laufbahn

### Abgeordneter und Parlamentspräsident
Cooreman begann seine politische Laufbahn 1892 als Senator. 1898 wurde er erstmals zum Mitglied der Abgeordnetenkammer gewählt. Dort vertrat er bis 1914 die Interessen der Katholieke Partij des Arrondissements Gent. Von 1908 bis 1912 war er Präsident der Abgeordnetenkammer.

### Minister und Premierminister 1918
Im Kabinett von Jules Vandenpeereboom war er vom 24. Januar bis zum 5. August 1899 kurzzeitig Minister für Industrie und Arbeit.
Bereits 1911 sollte Cooreman, der politisch um Ausgleich bemüht war, nach dem Sturz der Regierung von Frans Schollaert nach dem Willen von König Albert I. Premierminister werden. Cooreman lehnte die Bildung einer Regierung zu Gunsten seines Parteifreundes Charles de Broqueville jedoch ab.
1912 wurde ihm der königliche Ehrentitel eines Staatsministers verliehen. Nach dem Ausbruch des Ersten Weltkrieges folgte Cooreman der Regierung von Premierminister de Broqueville nach Antwerpen und später ins Exil nach Le Havre, obwohl er weder Minister noch Abgeordneter war.
Nach dem Rücktritt von de Broqueville wurde er noch einmal von Albert I. zur Regierungsbildung gebeten. Diesmal erklärte sich Cooreman zur Übernahme des Amtes des Premierministers bereit. Vom 1. Juni bis zum 21. November 1918 amtierte er als Premierminister und bemühte sich um die Beendigung des Krieges. Am 11. November 1918 wurde der Waffenstillstand unterzeichnet und zehn Tage später wurde er durch Léon Delacroix als Premierminister abgelöst.

## Veröffentlichungen
- Gerard Cooreman u. a.: Reports on the violation of the rights of nations and of the laws and customs of war in Belgium. London 1915

## Biographische Quellen
- Mark Demeyer und Henk de Smaele: Inventaris van het Archief van Minister van Staat Gerard Cooreman (PDF; 225 kB)
- Biographie in ars-moriendi.be

| Personendaten    | Personendaten                                                          |
| ---------------- | ---------------------------------------------------------------------- |
| NAME             | Cooreman, Gerhard                                                      |
| ALTERNATIVNAMEN  | Cooreman, Gerard; Cooreman, Gérard François Marie (vollständiger Name) |
| KURZBESCHREIBUNG | belgischer Politiker                                                   |
| GEBURTSDATUM     | 25. März 1852                                                          |
| GEBURTSORT       | Gent                                                                   |
| STERBEDATUM      | 2. Dezember 1926                                                       |
| STERBEORT        | Brüssel                                                                |